# Mulatu Teshome
Mulatu Teshome Wirtu er en etiopisk politiker og diplomat. Han blev 7. oktober 2013 indsat som Etiopiens præsident.
Mulatu Teshome kommer fra oromofolket. Han har været landbrugsminister, viseminister for udvikling og samarbejde og præsident i føderastionhuset i nationalforsamlingen, samt ambassadør i Kina, Japan og Tyrkiet.
Den 7. oktober 2013 blev han valgt til præsident af Etiopiens parlament i en fælles samling mellem Forbundshuset og Repræsentanternes Hus. Han blev indsat samme dag. Præsidentembetet har mest symbolske opgaver, med den udøvende magt er samlet hos statsministeren.